# Лундышевы
Лундышевы — дворянский род.
Пётр Лундышев в службу вступил в 1816 году; 19 марта 1831 года произвёден в коллежские асессоры. 25 октября 1840 г. пожалован ему с потомством диплом на дворянское достоинство.

## Описание герба
Щит полурассечён и пересечён. В первой золотой части чёрное орлиное крыло. Во второй серебряной части червлёная шестилучевая звезда. В третьей лазоревой части золотой улей.
Щит увенчан дворянскими шлемом и короной. Нашлемник: три страусовых пера. Намёт на щите слева чёрный с золотом, справа красный с серебром. Герб Лундышева внесён в Часть 11 Общего гербовника дворянских родов Всероссийской империи, стр. 143.